# アレクサンドル・ミハイロフ
アレクサンドル・ゲオルギエヴィチ・ミハイロフ（ロシア語:Александр Георгиевич Михайлов, ラテン文字転写:Alexander Georgievich Mikhailov, 1937年11月9日 - 1996年4月30日）は、ソビエト連邦の指揮者。

## 経歴
モスクワ近郊トロイツクの生まれ。1961年にレニングラード音楽院を卒業したが、在学中の1959年よりペトロザヴォーツクの劇場の指揮者を務めていた。その後モスクワ音楽院のレオ・ギンズブルクの下で研鑽を積み、1962年から1967年までモスクワのオペレッタ劇場の指揮者を務めた。1970年からオデッサで指揮活動をし、1973年から翌年にかけてキューバの交響楽団の音楽顧問の任に当たった。1974年から翌年までソビエト連邦金管合奏団の指揮者を務め、1980年から1990年までモスクワ国立音楽ホールのコンサート指揮者となった。1991年からオスタンキノ放送交響楽団の指揮者を務め、亡くなるまでこのオーケストラの育成に努めた。
モスクワにて交通事故死。